# 9. Biathlon-Weltcup 2021/22 (Otepää)
Der 9. Weltcup der Biathlon-Saison 2021/22 fand im Tehvandi spordikeskus im Südosten der Stadt Otepää statt. Es war das erste Mal überhaupt, dass Biathlonwettkämpfe auf höchstem Niveau in Estland stattfanden. Die Wettbewerbe wurden im Premierenjahr 2022 zwischen dem 7. und 13. März ausgetragen.
Die Polin Magdalena Gwizdoń lief mit dem Sprint ihr 529. Weltcuprennen und beendete im Zuge dessen nach 27 Saisons ihre Karriere.

## Wettkampfprogramm
| Datum        | Männer    | Männer                     | Frauen                     | Frauen                     |
| ------------ | --------- | -------------------------- | -------------------------- | -------------------------- |
| Do, 10.03.22 | 14:30 Uhr | Sprint (10 km)             |                            |                            |
| Fr, 11.03.22 |           |                            | 14:30 Uhr                  | Sprint (7,5 km)            |
| Sa, 12.03.22 | 13:00 Uhr | Massenstart (15 km)        | 15:15 Uhr                  | Massenstart (12,5 km)      |
| So, 13.03.22 | 12:30 Uhr | Mixed-Staffel (4 • 7,5 km) | Mixed-Staffel (4 • 7,5 km) | Mixed-Staffel (4 • 7,5 km) |
| So, 13.03.22 | 15:15 Uhr | Single-Mixed-Staffel       | Single-Mixed-Staffel       | Single-Mixed-Staffel       |

## Teilnehmende Nationen und Athleten
| Nation               | Anzahl               | Athlet | Athletin |
| Europa (20 Nationen) | Europa (20 Nationen) | Europa (20 Nationen) | Europa (20 Nationen) |
| -------------------- | -------------------- | --- | --- |
| Belgien              | 2+2                  | Florent Claude, Thierry Langer | Rieke de Maeyer, Lotte Lie |
| Bulgarien            | 3+3                  | Wladimir Iliew, Anton Sinapow, Blagoj Todew                                                                                        | Daniela Kadewa, Marija Sdrawkowa, Milena Todorowa                                                                                |
| Deutschland          | 6+6                  | Benedikt Doll, Johannes Kühn, Erik Lesser, Philipp Nawrath, Roman Rees, David Zobel                                                | Denise Herrmann, Janina Hettich, Franziska Hildebrand, Vanessa Hinz, Franziska Preuß, Vanessa Voigt                              |
| Estland              | (4)+4                | Kalev Ermits, Raido Ränkel, Kristo Siimer (nur Mixed-Staffel), Rene Zahkna                                                         | Susan Külm, Regina Oja, Johanna Talihärm, Tuuli Tomingas                                                                         |
| Finnland             | 3+4                  | Heikki Laitinen, Jaakko Ranta, Tero Seppälä                                                                                        | Mari Eder, Erika Jänkä, Nastassja Kinnunen, Suvi Minkkinen                                                                       |
| Frankreich           | 6+6                  | Fabien Claude, Simon Desthieux, Quentin Fillon Maillet, Antonin Guigonnat, Émilien Jacquelin, Éric Perrot                          | Anaïs Bescond, Paula Botet, Justine Braisaz-Bouchet, Chloé Chevalier, Anaïs Chevalier-Bouchet, Julia Simon                       |
| Italien              | 5+4                  | Didier Bionaz, Thomas Bormolini, Tommaso Giacomel, Lukas Hofer, Dominik Windisch                                                   | Samuela Comola, Federica Sanfilippo, Lisa Vittozzi, Dorothea Wierer                                                              |
| Lettland             | (4)+3                | Rudis Balodis (nur Mixed-Staffel), Renārs Birkentāls, Edgars Mise, Aleksandrs Patrijuks                                            | Baiba Bendika, Sanita Buliņa, Annija Sabule                                                                                      |
| Litauen              | 4+1                  | Maksim Fomin, Tomas Kaukėnas, Nikita Romanow, Vytautas Strolia                                                                     | Natalija Kočergina |
| Moldau               | 2+2                  | Pawel Magasejew, Maxim Makarow | Aljona Iwanowa, Alina Stremous                                                                                                   |
| Norwegen             | 6+6                  | Aleksander Fjeld Andersen, Filip Fjeld Andersen, Sivert Guttorm Bakken, Tarjei Bø, Vetle Sjåstad Christiansen, Sturla Holm Lægreid | Tiril Eckhoff, Emilie Ågheim Kalkenberg, Karoline Offigstad Knotten, Ida Lien, Marte Olsbu Røiseland, Ingrid Landmark Tandrevold |
| Österreich           | 5+4                  | Simon Eder, Patrick Jakob, David Komatz, Felix Leitner, Harald Lemmerer                                                            | Lisa Hauser, Anna Juppe, Julia Schwaiger, Dunja Zdouc                                                                            |
| Polen                | 4+(5)                | Jan Guńka, Grzegorz Guzik, Przemysław Pancerz, Marcin Zawół                                                                        | Magdalena Gwizdoń, Monika Hojnisz-Staręga, Anna Mąka, Kinga Zbylut (nur Mixed-Staffel), Kamila Żuk                               |
| Rumänien             | (3)+(3)              | George Buta (nur Mixed-Staffel), Raul Flore, Dmitri Schamajew                                                                      | Anastassija Tolmatschowa, Jelena Tschirkowa, Natalja Uschkina (nur Single-Mixed-Staffel)                                         |
| Schweden             | 5+6                  | Oskar Brandt, Jesper Nelin, Martin Ponsiluoma, Sebastian Samuelsson, Malte Stefansson                                              | Mona Brorsson, Stina Nilsson, Elvira Öberg, Hanna Öberg, Linn Persson, Johanna Skottheim                                         |
| Schweiz              | 4+4                  | Joscha Burkhalter, Martin Jäger, Sebastian Stalder, Benjamin Weger                                                                 | Aita Gasparin, Elisa Gasparin, Selina Gasparin, Lena Häcki                                                                       |
| Slowakei             | 3+3                  | Šimon Bartko, Michal Šíma, Tomáš Sklenárik                                                                                         | Ivona Fialková, Paulína Fialková, Zuzana Remeňová                                                                                |
| Slowenien            | 4+3                  | Klemen Bauer, Miha Dovžan, Rok Tršan, Anton Vidmar                                                                                 | Polona Klemenčič, Klara Vindišar, Nika Vindišar                                                                                  |
| Tschechien           | 5+5                  | Mikuláš Karlík, Michal Krčmář, Jonáš Mareček, Jakub Štvrtecký, Adam Václavík                                                       | Lucie Charvátová, Markéta Davidová, Jessica Jislová, Eva Puskarčíková, Eliška Teplá                                              |
| Ukraine              | 2                    | | Julija Horodna, Olena Horodna |
| Amerika (2 Nationen) |                      | | |
| Kanada               | 3+1                  | Jules Burnotte, Christian Gow, Scott Gow                                                                                           | Emma Lunder |
| Vereinigte Staaten   | 3+4                  | Jake Brown, Sean Doherty, Paul Schommer                                                                                            | Susan Dunklee, Clare Egan, Deedra Irwin, Joanne Reid                                                                             |
| Asien (2 Nationen)   |                      | | |
| Japan                | 3+4                  | Tsukasa Kobonoki, Kōsuke Ozaki, Mikito Tachizaki                                                                                   | Asuka Hachisuka, Sari Maeda, Fuyuko Tachizaki, Yurie Tanaka                                                                      |
| Kasachstan           | (3)+3                | Danil Belezki (nur Mixed-Staffel), Alexander Muchin, Sergei Sirik                                                                  | Jelisaweta Beltschenko, Darja Klimina, Galina Wischnewskaja-Scheporenko                                                          |

## Ausgangslage
Das Sportzentrum Tehvandi war vorher Austragungsort von mehreren IBU-Cup-Rennen, Junioren- und Sommerbiathlon-Weltmeisterschaften. Geplant ist, in der Saison 2025/26 wieder einen Weltcup hier stattfinden zu lassen. Ebenso sollen die Weltmeisterschaften 2027 in Otepää ausgetragen werden.

Als Führende des Gesamtweltcups gingen nahezu uneinholbar Marte Olsbu Røiseland und Quentin Fillon Maillet an den Start. 

Insgesamt gab es in den deutschsprachigen Teams keine Wechsel, lediglich Niklas Hartweg und Amy Baserga konnten weiterhin nicht zum Einsatz kommen. Benjamin Weger war nach der Pause während der Wettbewerbe in Kontiolahti wieder zurück.

## Ergebnisse
| 9. Weltcup in Otepää, 7. bis 13. März 2022 | 9. Weltcup in Otepää, 7. bis 13. März 2022 | 9. Weltcup in Otepää, 7. bis 13. März 2022                                                        | 9. Weltcup in Otepää, 7. bis 13. März 2022                       | 9. Weltcup in Otepää, 7. bis 13. März 2022                                               |
| ------------------------------------------ | ------------------------------------------ | ------------------------------------------------------------------------------------------------- | ---------------------------------------------------------------- | ---------------------------------------------------------------------------------------- |
| Datum                                      | Disziplin                                  | Erster Platz                                                                                      | Zweiter Platz                                                    | Dritter Platz                                                                            |
| 10. März 2022 (Do.)                        | Sprint (10 km)                             | Quentin Fillon Maillet                                                                            | Sturla Holm Lægreid                                              | Benedikt Doll                                                                            |
| 11. März 2022 (Fr.)                        | Sprint (7,5 km)                            | Julia Simon                                                                                       | Vanessa Voigt                                                    | Karoline Offigstad Knotten                                                               |
| 12. März 2022 (Sa.)                        | Massenstart (15 km)                        | Vetle Sjåstad Christiansen                                                                        | Quentin Fillon Maillet                                           | Sivert Guttorm Bakken                                                                    |
| 12. März 2022 (Sa.)                        | Massenstart (12,5 km)                      | Elvira Öberg                                                                                      | Denise Herrmann                                                  | Marte Olsbu Røiseland                                                                    |
| 13. März 2022 (So.)                        | Mixed-Staffel M-W (4 • 7,5 km)             | NorwegenSivert Guttorm Bakken Vetle Sjåstad Christiansen Tiril Eckhoff Ingrid Landmark Tandrevold | SchwedenJesper Nelin Martin Ponsiluoma Linn Persson Elvira Öberg | FrankreichSimon Desthieux Quentin Fillon Maillet Chloé Chevalier Justine Braisaz-Bouchet |
| 13. März 2022 (So.)                        | Single-Mixed-Staffel                       | NorwegenSturla Holm Lægreid Marte Olsbu Røiseland                                                 | SchwedenSebastian Samuelsson Hanna Öberg                         | DeutschlandErik Lesser Franziska Preuß                                                   |

## Verlauf

### Sprint

#### Männer
Start: Donnerstag, 10. März 2022, 14:30 Uhr
| Platz | Sportler                   | Zeit    | Schießfehler |
| ----- | -------------------------- | ------- | ------------ |
| 1     | Quentin Fillon Maillet     | 22:27,4 | 0+0          |
| 2     | Sturla Holm Lægreid        | +7,2    | 0+0          |
| 3     | Benedikt Doll              | +11,1   | 0+0          |
| 4     | Vetle Sjåstad Christiansen | +16,3   | 0+0          |
| 5     | Roman Rees                 | +29,6   | 0+0          |
| 6     | Vytautas Strolia           | +30,1   | 0+0          |
| 7     | Erik Lesser                | +30,8   | 0+1          |
| 8     | Benjamin Weger             | +31,9   | 0+0          |
| 9     | Fabien Claude              | +34,2   | 0+0          |
| 10    | Tarjei Bø                  | +34,5   | 0+0          |
| 0     |                            |         |              |
| 16    | Lukas Hofer                | +50,0   | 0+1          |
| 17    | Thomas Bormolini           | +59,7   | 0+0          |
| 20    | Felix Leitner              | +1:03,7 | 0+0          |
| 23    | Johannes Kühn              | +1:05,6 | 1+1          |
| 24    | Sebastian Stalder          | +1:06,3 | 0+0          |
| 25    | Tommaso Giacomel           | +1:12,2 | 1+1          |
| 29    | Simon Eder                 | +1:27,0 | 1+0          |
| 33    | Philipp Nawrath            | +1:30,3 | 2+0          |
| 35    | Thierry Langer             | +1:35,0 | 0+1          |
| 46    | David Komatz               | +1:55,0 | 1+1          |
| 47    | Harald Lemmerer            | +1:55,6 | 0+1          |
| 53    | Didier Bionaz              | +2:08,1 | 0+2          |
| 54    | Martin Jäger               | +2:08,2 | 0+2          |
| 60    | David Zobel                | +2:18,7 | 1+3          |
| 61    | Joscha Burkhalter          | +2:19,2 | 1+1          |
| 64    | Dominik Windisch           | +2:26,1 | 0+2          |
| 83    | Patrick Jakob              | +3:40,7 | 3+1          |

Gemeldet und am Start: 86
Das Sprintrennen war qualitativ das hochwertigste der Saison. 14 der 20 Besten blieben ohne Schießfehler, die Geschwindigkeit im Stehendschießen war ebenso beeindruckend: der Franzose Fabien Claude traf beispielsweise in 17,9 Sekunden alle Scheiben und exakt die Hälfte des Teilnehmerfeldes (43 Athleten) schoss in einer Zeit unter 25 Sekunden. Auf der Ergebnisliste gab es keine großen Überraschungen, vor allem Erik Lesser beeindruckte mit der drittbesten Laufzeit und Rang 7 trotz eines Schießfehlers.

#### Frauen
Start: Freitag, 11. März 2022, 14:30 Uhr
| Platz | Sportler                   | Zeit    | Schießfehler |
| ----- | -------------------------- | ------- | ------------ |
| 1     | Julia Simon                | 20:45,8 | 0+1          |
| 2     | Vanessa Voigt              | +11,0   | 0+0          |
| 3     | Karoline Offigstad Knotten | +12,8   | 0+0          |
| 4     | Denise Herrmann            | +16,1   | 1+0          |
| 5     | Ingrid Landmark Tandrevold | +21,9   | 0+1          |
| 6     | Hanna Öberg                | +23,0   | 1+0          |
| 7     | Anaïs Chevalier-Bouchet    | +24,6   | 0+1          |
| 8     | Elvira Öberg               | +33,5   | 2+0          |
| 9     | Lisa Hauser                | +34,2   | 1+0          |
| 10    | Marte Olsbu Røiseland      | +35,5   | 1+1          |
| 0     |                            |         |              |
| 12    | Franziska Preuß            | +42,0   | 1+1          |
| 15    | Elisa Gasparin             | +52,4   | 0+0          |
| 19    | Vanessa Hinz               | +1:05,9 | 1+1          |
| 21    | Dorothea Wierer            | +1:19,6 | 0+2          |
| 23    | Franziska Hildebrand       | +1:23,7 | 1+0          |
| 29    | Federica Sanfilippo        | +1:38,8 | 0+2          |
| 30    | Aita Gasparin              | +1:39,6 | 1+0          |
| 32    | Janina Hettich             | +1:43,6 | 2+1          |
| 33    | Julia Schwaiger            | +1:46,3 | 0+3          |
| 37    | Lena Häcki                 | +1:52,4 | 3+0          |
| 41    | Samuela Comola             | +2:01,5 | 0+2          |
| 42    | Anna Juppe                 | +2:02,9 | 0+2          |
| 50    | Dunja Zdouc                | +2:16,8 | 2+0          |
| 55    | Selina Gasparin            | +2:23,3 | 2+1          |
| 65    | Lisa Vittozzi              | +2:40,2 | 3+2          |
| 84    | Rieke de Maeyer            | +4:53,9 | 0+2          |
| DNS   | Lotte Lie                  |         |              |

Gemeldet: 86 
 Nicht am Start:  Lotte Lie
Bei schwierigeren Bedingungen als im Herrensprint wurden insgesamt auch deutlich mehr Fehler geschossen. Das Podest wurde unter eher überraschenden Athletinnen aufgeteilt. Für Julia Simon war es der erste Sprintsieg ihrer Karriere, für Karoline Knotten das zweite sowie für Vanessa Voigt das erste Podest ihrer Laufbahn. Außerdem gab es für Deedra Irwin und Elisa Gasparin die besten Saisonresultate unter den Top 15.

### Massenstart

#### Männer
Start: Samstag, 12. März 2022, 13:00 Uhr
| Platz | Sportler                   | Zeit    | Schießfehler |
| ----- | -------------------------- | ------- | ------------ |
| 1     | Vetle Sjåstad Christiansen | 34:29,6 | 0+0+0+0      |
| 2     | Quentin Fillon Maillet     | +5,9    | 0+0+1+0      |
| 3     | Sivert Guttorm Bakken      | +15,5   | 0+0+1+0      |
| 4     | Antonin Guigonnat          | +30,5   | 0+0+0+0      |
| 5     | Erik Lesser                | +38,6   | 0+0+1+0      |
| 6     | Lukas Hofer                | +46,4   | 0+0+1+1      |
| 7     | Filip Fjeld Andersen       | +49,9   | 0+0+1+1      |
| 8     | Émilien Jacquelin          | +52,5   | 0+0+0+1      |
| 9     | Sebastian Samuelsson       | +55,7   | 0+0+1+1      |
| 10    | Sturla Holm Lægreid        | +1:01,9 | 2+1+0+0      |
| 11    | Philipp Nawrath            | +1:02,5 | 2+0+0+0      |
| 0     |                            |         |              |
| 14    | Benedikt Doll              | +1:26,8 | 0+0+2+1      |
| 15    | Roman Rees                 | +1:40,6 | 0+1+0+0      |
| 16    | Simon Eder                 | +1:52,5 | 0+1+2+0      |
| 18    | Johannes Kühn              | +2:08,5 | 0+0+3+1      |
| 19    | Thomas Bormolini           | +2:16,6 | 1+0+0+2      |
| 21    | Tommaso Giacomel           | +2:29,4 | 3+0+0+0      |
| 22    | Benjamin Weger             | +2:30,9 | 0+0+1+1      |
| 25    | Felix Leitner              | +2:45,7 | 1+1+1+2      |
| 29    | Sebastian Stalder          | +3:32,1 | 1+0+2+0      |

Gemeldet und am Start: 30
In einer extrem spannenden Schlussrunde rettete Vetle Sjåstad Christiansen seinen Vorsprung über die Ziellinie, hinter Quentin Fillon Maillet erreichte Sivert Bakken zum ersten Mal ein Weltcuppodest. Der Podestplatz von Fillon Maillet bedeutete auch den vorzeitigen Gewinn des Gesamtweltcups.

#### Frauen
Start: Samstag, 12. März 2022, 15:15 Uhr
| Platz | Sportler                | Zeit    | Schießfehler |
| ----- | ----------------------- | ------- | ------------ |
| 1     | Elvira Öberg            | 34:41,6 | 0+1+0+0      |
| 2     | Denise Herrmann         | +4,5    | 1+1+0+0      |
| 3     | Marte Olsbu Røiseland   | +4,8    | 0+0+1+0      |
| 4     | Linn Persson            | +5,9    | 0+0+1+0      |
| 5     | Franziska Preuß         | +8,1    | 0+0+0+1      |
| 6     | Vanessa Voigt           | +13,8   | 0+0+0+0      |
| 7     | Justine Braisaz-Bouchet | +15,2   | 1+1+0+1      |
| 8     | Tiril Eckhoff           | +17,4   | 1+0+1+0      |
| 9     | Hanna Öberg             | +27,1   | 1+0+1+0      |
| 10    | Markéta Davidová        | +40,4   | 1+0+1+0      |
| 0     |                         |         |              |
| 16    | Lisa Hauser             | +1:12,5 | 0+0+2+0      |
| 20    | Franziska Hildebrand    | +1:40,7 | 1+0+1+0      |
| 21    | Dorothea Wierer         | +1:42,2 | 0+1+1+1      |
| 27    | Vanessa Hinz            | +3:11,2 | 0+2+2+0      |
| 28    | Elisa Gasparin          | +3:23,2 | 0+1+0+3      |

Gemeldet und am Start: 30
Elvira Öberg gewann in einem engen Rennen ihren zweiten Massenstart, Denise Herrmann konnte Marte Olsbu Røiseland im Zielsprint bezwingen. Franziska Preuß lag vor dem letzten Schießen in Führung, verfehlte aber dort eine Scheibe und landete hinter Linn Persson auf Rang 5. Vanessa Voigt traf als einzige Athletin alle Scheiben.

### Mixed-Staffel
Start: Sonntag, 13. März 2022, 12:30 Uhr
| Platz | Land        | Sportler                                                                                  | Zeit      | Strafrunden + Nachlader         |
| ----- | ----------- | ----------------------------------------------------------------------------------------- | --------- | ------------------------------- |
| 1     | Norwegen    | Sivert Guttorm Bakken Vetle Sjåstad Christiansen Tiril Eckhoff Ingrid Landmark Tandrevold | 1:19:39,3 | 0+1 0+2 0+0 0+1 0+0 0+2 0+0 0+1 |
| 2     | Schweden    | Jesper Nelin Martin Ponsiluoma Linn Persson Elvira Öberg                                  | +22,5     | 0+2 0+1 0+2 0+0 0+0 0+1 0+2 0+0 |
| 3     | Frankreich  | Simon Desthieux Quentin Fillon Maillet Chloé Chevalier Justine Braisaz-Bouchet            | +34,6     | 0+0 0+3 0+0 0+0 0+2 0+0 0+0 0+1 |
| 4     | Deutschland | Roman Rees Benedikt Doll Vanessa Voigt Denise Herrmann                                    | +1:53,7   | 0+2 0+3 0+0 0+1 0+0 0+0 0+0 0+0 |
| 5     | Tschechien  | Michal Krčmář Jakub Štvrtecký Markéta Davidová Jessica Jislová                            | +2:34,6   | 0+3 0+3 0+0 0+0 0+1 0+1         |
| 6     | Slowakei    | Michal Šíma Tomáš Sklenárik Ivona Fialková Paulína Fialková                               | +3:30,7   | 0+0 0+2 0+1 0+3 0+0 0+2 0+0 0+2 |
| 7     | Österreich  | David Komatz Felix Leitner Julia Schwaiger Dunja Zdouc                                    | +4:09,2   | 0+1 0+1 0+1 0+1 1+3 0+2 0+0 0+0 |
| 8     | Finnland    | Jaakko Ranta Heikki Laitinen Mari Eder Nastassja Kinnunen                                 | +4:39,0   | 0+1 0+1 0+0 1+3 0+0 0+3 0+1 0+3 |
| 9     | Schweiz     | Sebastian Stalder Benjamin Weger Elisa Gasparin Lena Häcki                                | +4:57,3   | 0+1 0+2 0+3 0+1 0+2 1+3 0+1 0+3 |
| 10    | Bulgarien   | Blagoj Todew Wladimir Iliew Milena Todorowa Daniela Kadewa                                | +5:11,2   | 0+0 0+0 0+2 0+0 0+0 0+2 1+3 0+0 |
| 0     |             |                                                                                           |           |                                 |
| 14    | Italien     | Didier Bionaz Tommaso Giacomel Samuela Comola Federica Sanfilippo                         | +7:20,3   | 0+3 1+3 0+0 0+2 0+0 0+0 0+2 1+3 |

Gemeldet und am Start: 20 Staffeln 
 Überrundet: 6
Der Sieg ging wenig überraschend an die Norweger, Schweden und Frankreich landeten wie erwartet auch auf dem Podest. Für die tschechische Mixedstaffel gab es erstmals seit der WM 2020 wieder eine Top-5-Platzierung, die auch in Hinblick auf die Nationenwertung wichtig war. So überholte Tschechien kurzzeitig Italien in der Wertung der Frauen im Rennen um einen sechsten Startplatz im Weltcup. Auch für die slowakische, die bulgarische und die rumänische Staffel (Rang 12) gab es die besten Platzierungen seit jeweils über vier Jahren.

### Single-Mixed-Staffel
Start: Sonntag, 13. März 2022, 15:15 Uhr
| Platz | Land               | Sportler                                          | Zeit    | Strafrunden + Nachlader             |
| ----- | ------------------ | ------------------------------------------------- | ------- | ----------------------------------- |
| 1     | Norwegen           | Sturla Holm Lægreid Marte Olsbu Røiseland         | 34:12,8 | 0+0 0+1 / 0+0 0+0 0+0 0+0 / 0+0 0+0 |
| 2     | Schweden           | Sebastian Samuelsson Hanna Öberg                  | +12,4   | 0+0 0+1 / 0+0 0+0 0+0 0+3 / 0+0 0+0 |
| 3     | Deutschland        | Erik Lesser Franziska Preuß                       | +17,9   | 0+0 0+1 / 0+0 0+1 0+2 0+0 / 0+0 0+0 |
| 4     | Frankreich         | Antonin Guigonnat Anaïs Chevalier-Bouchet         | +1:05,5 | 0+2 0+1 / 0+0 0+0 0+1 0+1 / 0+2 0+0 |
| 5     | Italien            | Lukas Hofer Lisa Vittozzi                         | +1:13,5 | 0+1 0+1 / 0+1 0+1 3+3 0+1 / 0+2 0+0 |
| 6     | Kanada             | Christian Gow Emma Lunder                         | +1:14,9 | 0+0 0+1 / 0+0 0+1 0+1 0+2 / 0+0 0+0 |
| 7     | Slowenien          | Rok Tršan Nika Vindišar                           | +1:16,9 | 0+0 0+0 / 0+1 0+0 0+1 0+0 / 0+1 0+1 |
| 8     | Österreich         | Simon Eder Lisa Hauser                            | +1:29,4 | 0+0 0+0 / 0+2 0+0 0+1 1+3 / 0+0 0+1 |
| 9     | Vereinigte Staaten | Paul Schommer Susan Dunklee                       | +1:46,7 | 0+0 0+2 / 0+2 0+2 0+0 0+0 / 0+2 0+2 |
| 10    | Kasachstan         | Alexander Muchin Galina Wischnewskaja-Scheporenko | +2:05,0 | 0+1 0+0 / 0+2 0+1 0+1 0+0 / 0+2 0+0 |
| 0     |                    |                                                   |         |                                     |
| 14    | Schweiz            | Joscha Burkhalter Aita Gasparin                   | +2:18,2 | 0+2 0+1 / 0+1 0+0 0+0 1+3 / 0+1 0+3 |
| 19    | Belgien            | Florent Claude Lotte Lie                          | +3:23,3 | 1+3 0+0 / 0+1 0+0 0+1 0+1 / 0+0 0+1 |

Gemeldet und am Start: 23 Staffeln 
 Überrundet: 2
Durch die Sperren der Russen und Weißrussen fehlten auch hier die Nummern eins und zwei der Mixed-Wertung. Norwegen gewann am Ende auch die Single-Mixed-Staffel, während Franziska Preuß und Erik Lesser, der sein letztes Staffelrennen bestritt, hinter den Schweden Dritte wurden. Dahinter gab es mit den Kanadiern, den Slowenen und den Kasachen kleinere Überraschungen in den Top 10, für die slowenische Staffel war es die erste Top-10-Platzierung seit gut sieben Jahren. Dank des fünften Rangs Italiens (trotz dreier Strafrunden) überholten sie in der Damen-Nationenwertung die Tschechen wieder zurück.

## Auswirkungen

### Auf den Gesamtweltcup
| Rang | Name                       | Punkte | Siege | Verän- derung |
| ---- | -------------------------- | ------ | ----- | ------------- |
| 1    | Quentin Fillon Maillet     | 870    | 8     |               |
| 2    | Émilien Jacquelin          | 625    | 1     |               |
| 3    | Sebastian Samuelsson       | 596    | 2     |               |
| 4    | Vetle Sjåstad Christiansen | 594    | 2     |               |
| 5    | Sturla Holm Lægreid        | 574    | 1     |               |
| 6    | Tarjei Bø                  | 545    | 0     |               |
| 7    | Simon Desthieux            | 519    | 0     |               |
| 8    | Benedikt Doll              | 482    | 1     |               |
| 9    | Johannes Thingnes Bø       | 440    | 1     |               |
| 10   | Sivert Guttorm Bakken      | 432    | 0     |               |

| Rang | Name                    | Punkte | Siege | Verän- derung |
| ---- | ----------------------- | ------ | ----- | ------------- |
| 1    | Marte Olsbu Røiseland   | 807    | 6     |               |
| 2    | Elvira Öberg            | 725    | 4     |               |
| 3    | Hanna Öberg             | 618    | 1     |               |
| 4    | Dsinara Alimbekawa      | 589    | 0     |               |
| 5    | Lisa Hauser             | 577    | 1     |               |
| 6    | Dorothea Wierer         | 548    | 1     |               |
| 7    | Anaïs Chevalier-Bouchet | 545    | 0     |               |
| 8    | Julia Simon             | 505    | 1     |               |
| 9    | Justine Braisaz-Bouchet | 504    | 1     |               |
| 10   | Anaïs Bescond           | 487    | 0     |               |

### Auf den Mixed-Staffelweltcup
Durch den Ausschluss der Russen und Weißrussen entfielen die Nummern eins und zwei der Wertung. Diese sicherte sich dank der zwei Siege in Otepää nun erwartungsgemäß Norwegen vor Schweden, Frankreich, Deutschland und Österreich. Italien landete auf Rang sechs, die Schweiz und Belgien fanden sich auf den Plätzen 9 und 25 wieder.

## Debütanten
Folgende Athleten nahmen zum ersten Mal an einem Biathlon-Weltcup teil. Dabei kann es sich sowohl um Individualrennen, als auch um Staffelrennen handeln.
| Männer | Frauen         |
| ------ | -------------- |
|        | Julija Horodna |
|        | Olena Horodna  |